# Hermann von Hövel
Hermann von Hövel (* im 15. Jahrhundert; † 5. März 1478) war ein römisch-katholischer Geistlicher und Domherr in Münster.

## Leben
Hermann von Hövel entstammte dem westfälischen Adelsgeschlecht von Hövel. Seine genaue Herkunft ist nicht belegt.
Am 27. Juli 1450 schloss er sich dem Protest gegen die Ernennung des Walram von Moers zum Bischof an, dessen Wahl zur Münsterischen Stiftsfehde führte. Die Domherren Adolf von Rhemen, Hermann Droste zu Vischering, Hugo von Schagen und Heinrich Korff gen. Schmising, die auch zur Protestbewegung gehörten, erhielten deshalb ein bischöfliches Verbot. Ob der ebenfalls an der Protestaktion beteiligte Domherr Engelbert von Wulften auch bestraft wurde, ist nicht belegt.
Am 1. Juni 1466 verließ Hermann den geistlichen Stand und kehrte ins weltliche Leben zurück. Es ist nicht festzustellen, ob dieser Rücktritt mit einem Verbot durch den Bischof in Verbindung stand.